# Berlijns voetbalkampioenschap 1892/93 (DFuCB)
In 1892/93 werd het tweede Berlijns voetbalkampioenschap gespeeld, dat georganiseerd werd door de Duitse voetbal- en cricketbond (DFuCB). Twee clubs eindigden bovenaan de rangschikking waarop Viktoria de titel kreeg omdat ze een veel beter doelsaldo hadden. 

## Eindstand
| Plaats | Club                       | Wed. | Saldo | Ptn |
| ------ | -------------------------- | ---- | ----- | --- |
| 1.     | BTuFC Viktoria 1889        | 10   | 34:2  | 17  |
| 2.     | BFC Germania 1888          | 10   | 20:0  | 17  |
| 3.     | BFC Frankfurt 1885         | 10   | 22:3  | 15  |
| 4.     | BTuFC Alemannia 1890       | 10   | 24:5  | 14  |
| 5.     | The English FC 1890        | 10   | 19:5  | 13  |
| 6.     | BFC Stern 1889             | 10   | 21:9  | 11  |
| 7.     | SC Norden-Union Berlin (1) | 10   | 3:44  | 6   |
| 8.     | BFC Vorwärts 1890          | 10   | 8:18  | 5   |
| 9.     | BFC Concordia 1890         | 10   | 15:26 | 5   |
| 10.    | BFC Teutonia 1891          | 10   | 5:40  | 3   |
| 11.    | BTuFC vom Jahre 1890       | 10   | 1:20  | 2   |

(1): SC Norden-Union Berlin speelde tot februari 1893 als BFC Norden 1891
|  | Kampioen |